# Saturiertheit (Modelltheorie)
In der Modelltheorie ist eine Struktur saturiert, wenn in ihr sehr viele Typen realisiert sind. 

## Notationen
Für eine Menge {\displaystyle X} bezeichne  {\displaystyle |X|} wie üblich ihre Mächtigkeit, für eine Sprache {\displaystyle L} sei {\displaystyle |L|} die Mächtigkeit der Vereinigung der Symbole der Sprache. Für eine Struktur {\displaystyle {\mathfrak {M}}} bezeichne {\displaystyle M} ihre Trägermenge.

## Definition
Sei {\displaystyle \kappa } eine beliebige (möglicherweise auch endliche) Kardinalzahl und {\displaystyle {\mathfrak {M}}} eine Struktur.
{\displaystyle {\mathfrak {M}}} heißt {\displaystyle \kappa }-saturiert, wenn für jede Menge {\displaystyle A\subseteq M} mit {\displaystyle |A|<\kappa } jeder vollständige (und somit jeder) 1-Typ über {\displaystyle A} in {\displaystyle {\mathfrak {M}}} realisiert wird. 
{\displaystyle {\mathfrak {M}}} heißt saturiert, wenn {\displaystyle {\mathfrak {M}}\ |M|}-saturiert ist.

## Sätze

### Existenz kappa-saturierter Erweiterungen
Dass saturierte Erweiterungen existieren, zeigt folgender Satz:
- Zu jeder Kardinalzahl {\displaystyle \kappa \geqslant |L|} und jeder unendlichen L-Struktur {\displaystyle {\mathfrak {M}}} mit {\displaystyle |M|<2^{\kappa }}  gibt es eine {\displaystyle \kappa ^{+}}-saturierte elementare Erweiterung {\displaystyle {\mathfrak {M}}^{*}} mit {\displaystyle |M^{*}|\leqslant 2^{\kappa }}.[1]:125

### Universalität und Homogenität
Nach einem Satz von Michael D. Morley und Robert Vaught ist eine Struktur genau dann saturiert, wenn sie universell und homogen ist.

### Ultraprodukte
Abzählbare Ultraprodukte sind {\displaystyle \aleph _{1}}-saturiert. Es gilt:
- Sei {\displaystyle L} eine abzählbare Sprache und für {\displaystyle i\in \mathbb {N} } sei {\displaystyle {\mathfrak {M}}^{i}} eine {\displaystyle L}-Struktur. Dann ist das Ultraprodukt nach einem freien Ultrafilter {\displaystyle \aleph _{1}}-saturiert.[1]:148

Insbesondere folgt daher aus der Kontinuumshypothese (und dem nächsten Satz, s. u.), dass abzählbare Ultraprodukte von Strukturen der Mächtigkeit von höchstens {\displaystyle 2^{\aleph _{0}}} über abzählbaren Sprachen isomorph sind. Dazu zählen z. B. die hyperreellen Zahlen.

### Eindeutigkeit von saturierten Strukturen
Es gilt folgender Isomorphiesatz:
- Seien {\displaystyle {\mathfrak {M}}} und {\displaystyle {\mathfrak {M}}'} zwei elementar äquivalente L-Strukturen gleicher Mächtigkeit. Sind beide Strukturen saturiert, dann sind sie isomorph.[1]:132

### Abzählbare saturierte Modelle
Eine vollständige Theorie ohne endliche Modelle hat genau dann ein abzählbares saturiertes Modell, wenn die Theorie klein ist.

## Beispiele
- Eine unendliche Struktur {\displaystyle {\mathfrak {M}}} ist offenbar nie {\displaystyle \kappa }-saturiert, falls {\displaystyle \kappa >|M|}
- {\displaystyle (\mathbb {Q} ,<)} ist saturiert. Ein vollständiger 1-Typ über einer endlichen Menge besagt gerade, wo die Position von x in Bezug auf die endliche Menge ist. (Es gibt also über einer n-elementigen Menge genau 2n+1 vollständige 1-Typen.) Siehe auch: Dichte Ordnung
- {\displaystyle (\mathbb {R} ,<)} ist {\displaystyle \aleph _{0}}-saturiert, aber nicht saturiert. Der Typ {\displaystyle \{x>1,x>2,x>3,\ldots \}} wird nicht realisiert.